# Чемпіонат світу з футболу 1994 (кваліфікаційний раунд, ОФК)
У рамках відбіркового турніру до чемпіонату світу з футболу 1994 шість футбольних збірних країн Океанії (зона ОФК) змагалися за можливість виходу до фінальної частини світової футбольної першості 1994 року. Фактично для представників Океанії у фінальній частині чемпіонату світу було надано чверть путівки, адже пероможець відбору ОФК згодом мав подолати ще два раунди плей-оф і міг пробитися на чемпіонат лише здолавши спочатку представника північноамериканської КОНКАКАФ, а згодом команду південноамериканської КОНМЕБОЛ.
Турнір проходив у два етапи. На першому, груповому, змагання відбувалися за круговою системою у двох групах по три команди у кожній. Переможці груп у фінальному раунді в очних зустрічах визначали переможця відбору. Таким переможцем стала збірна Австралії, яка згодом у першому міжконтинентальному плей-оф здолала команду Канади, утім у другому міжконтинентальному плей-оф мінімально поступилася аргентинцям і, відповідно, на чемпіонат світу не пробилася.

## Перший раунд

### Група A
| Поз | Команда            | І | В | Н | П | ГЗ | ГП | РГ  | О | Кваліфікація |     | AUS | TAH | SOL |
| --- | ------------------ | - | - | - | - | -- | -- | --- | - | ------------ | --- | --- | --- | --- |
| 1   | Австралія          | 4 | 4 | 0 | 0 | 13 | 2  | +11 | 8 |              |     | —   | 2–0 | 6–1 |
| 2   | Таїті              | 4 | 1 | 1 | 2 | 5  | 8  | −3  | 3 |              |     | 0–3 | —   | 4–2 |
| 3   | Соломонові Острови | 4 | 0 | 1 | 3 | 5  | 13 | −8  | 1 |              | 1–2 | 1–1 | —   |     |

| 11 липня 1992 |

| Соломонові Острови | 1–1 | Таїті           |
| ------------------ | --- | --------------- |
| Даддлі Гатеї 61'   |     | Ерік Етаета 76' |

| Хоніара, Соломонові Острови |

| 4 вересня 1992 |

| Соломонові Острови | 1–2 | Австралія                     |
| ------------------ | --- | ----------------------------- |
| Голлес Вато 83'    |     | Карл Верт 8' Том Маккалох 86' |

| Хоніара, Соломонові Острови |

| 11 вересня 1992 |

| Таїті | 0–3 | Австралія                                  |
| ----- | --- | ------------------------------------------ |
|       |     | Дейміан Морі 2' Карл Верт 44' Пол Вейд 57' |

| Папеете, Французька Полінезія |

| 20 вересня 1992 |

| Австралія                          | 2–0 | Таїті |
| ---------------------------------- | --- | ----- |
| Карл Верт 11' Мехмет Дуракович 62' |     |       |

| Брисбен, Австралія |

| 26 вересня 1992 |

| Австралія                                                                                 | 6–1 | Соломонові Острови |
| ----------------------------------------------------------------------------------------- | --- | ------------------ |
| Айтек Генч 4' Іан Грей 60' Пол Вейд 67' Карл Верт 83' Грег Браун 85' Мехмет Дуракович 88' |     | Чарлз Ешлі 6'      |

| Ньюкасл, Австралія |

| 9 жовтня 1992 |

| Таїті                                                                 | 4–2 | Соломонові Острови              |
| --------------------------------------------------------------------- | --- | ------------------------------- |
| Рейнальд Темарії 8' (пен.) Жан-Люк Руссо 18' Магеанум Гатьєн 43', 88' |     | Голлес Вато 60' Батрам Сурі 90' |

| Папеете, Французька Полінезія |

Австралія пройшла до Фінального раунду.

### Група B
| Поз | Команда       | І | В | Н | П | ГЗ | ГП | РГ  | О | Кваліфікація |     | NZL | FIJ | VAN |
| --- | ------------- | - | - | - | - | -- | -- | --- | - | ------------ | --- | --- | --- | --- |
| 1   | Нова Зеландія | 4 | 3 | 1 | 0 | 15 | 1  | +14 | 7 |              |     | —   | 3–0 | 8–0 |
| 2   | Фіджі         | 4 | 2 | 1 | 1 | 6  | 3  | +3  | 5 |              |     | 0–0 | —   | 3–0 |
| 3   | Вануату       | 4 | 0 | 0 | 4 | 1  | 18 | −17 | 0 |              | 1–4 | 0–3 | —   |     |

| 7 червня 1992 |

| Нова Зеландія                         | 3–0 | Фіджі |
| ------------------------------------- | --- | ----- |
| Біллі Райт 15' 50' Данні Голліган 42' |     |       |

| Крайстчерч, Нова Зеландія |

| 27 червня 1992 |

| Вануату        | 1–4 | Нова Зеландія                                                     |
| -------------- | --- | ----------------------------------------------------------------- |
| Чарлз Вату 26' |     | Даррен Маккленнан 2' 3' Роджер Грей 74' Данні Голліган 82' (пен.) |

| Порт-Віла, Вануату |

| 1 липня 1992 |

| Нова Зеландія                                                                               | 8–0 | Вануату |
| ------------------------------------------------------------------------------------------- | --- | ------- |
| Тоні Лаус 30' 32' 69' Майкл Макгеррі 33' 71' Роберт Айронсайд 64' Даррен Маккленнан 67' 72' |     |         |

| Окленд, Нова Зеландія |

| 12 вересня 1992 |

| Фіджі                            | 3–0 | Вануату |
| -------------------------------- | --- | ------- |
| Бакалеву Мосеймереке 65' 69' 75' |     |         |

| Сува, Фіджі |

| 19 вересня 1992 |

| Фіджі | 0–0 | Нова Зеландія |
| ----- | --- | ------------- |
|       |     |               |

| Сува, Фіджі |

| 26 вересня 1992 |

| Вануату | 0–3 | Фіджі                                        |
| ------- | --- | -------------------------------------------- |
|         |     | Каліова Булінасева 15' Радіке Навасу 33' 77' |

| Порт-Віла, Вануату |

Нова Зеландія пройшла до Фінального раунду.

## Фінальний раунд
| Команда 1     | Заг. | Команда 2 | 1-й матч | 2-й матч |
| ------------- | ---- | --------- | -------- | -------- |
| Нова Зеландія | 0–4  | Австралія | 0–1      | 0–3      |

| 30 травня 1993 |

| Нова Зеландія | 0–1 | Австралія        |
| ------------- | --- | ---------------- |
|               |     | 55' Грем Арнольд |

| Маунт Смарт, Окленд Арбітр: Бу Карлссон (Швеція) |

| 6 червня 1993 |

| Австралія                                    | 3–0 | Нова Зеландія |
| -------------------------------------------- | --- | ------------- |
| Карл Верт 1' Ауреліо Відмар 3' Нед Зелич 49' |     |               |

| Олімпік Парк, Мельбурн Арбітр: Якобс Улленберг (Швеція) |

Австралія пройшла до міжконтинентальних плей-оф.

## Міжконтинентальні плей-оф

### Перший плей-оф
Переможець відбіркового турніру ОФК ставав учасником першого раунду плей-оф, де йому протистояла команда, що посіла друге місце у відборі КОНКАКАФ. Переможець цього раунду, що складався з двох матчів, виходив до Другого раунду плей-оф.
| 31 липня 1993 20:30 UTC–6 Перша гра |

| Канада                 | 2–1      | Австралія        |
| ---------------------- | -------- | ---------------- |
| Вотсон 50' Мобіліо 57' | Протокол | Дасович 44' (аг) |

| Стадіон Співдружності, Едмонтон Глядачів: 27,775 Арбітр: Артуро Брісіо Картер (Мексика) |

| 15 серпня 1993 19:30 UTC+10 Друга гра |

| Австралія                         | 2–1      | Канада                    |
| --------------------------------- | -------- | ------------------------- |
| Фаріна 45' Дуракович 77'          | Протокол | Гупер 54'                 |
|                                   | Пенальті |                           |
| Вейд · А. Відмар · Тобін · Фаріна | 4–1      | Мітчелл · Банбері · Свіні |

| Сіднейський футбольний стадіон, Сідней Глядачів: 25,982 Арбітр: Сініхіро Обата (Японія) |

Австралія пройшла до Другого раунду плей-оф.

### Другий плей-оф
Переможець Першого раунду плей-оф у Другому раунді змагався за путівку до фінальної частини чемпіонату світу із командою, що посіла друге місце у Групі 1 відборкового турніру КОНМЕБОЛ.
| 31 жовтня 1993 17:30 UTC+11 Перша гра |

| Австралія  | 1–1 | Аргентина  |
| ---------- | --- | ---------- |
| Відмар 42' |     | 37' Бальбо |

| Футбольний стадіон Глядачів: 43,697 Арбітр: Шандор Пуль (Угорщина) |

| 17 листопада 1993 21:15 UTC−3 Друга гра |

| Аргентина      | 1–0      | Австралія |
| -------------- | -------- | --------- |
| Тобін 59' (аг) | Протокол |           |

| Монументаль Глядачів: 67,000 Арбітр: Петер Міккельсен (Данія) |

Австралія поступилася і не пройшла до фінальної частини чемпіонату світу.

## Бомбардири
5 голів
- Карл Верт

4 голи
- Даррен Маккленнан

3 голи
- Мехмет Дуракович
- Бакалеву Мосеймереке
- Тоні Лаус

2 голи
- Ауреліо Відмар
- Пол Вейд
- Радіке Навасу
- Данні Голліган
- Майкл Макгеррі
- Біллі Райт
- Голлес Вато
- Магеанум Гатьєн

1 гол
- Грем Арнольд
- Грег Браун
- Френк Фаріна
- Айтек Генч
- Іан Грей
- Том Маккалох
- Дейміан Морі
- Нед Зелич
- Каліова Булінасева
- Роджер Грей
- Роберт Айронсайд
- Чарлз Ешлі
- Даддлі Гатеї
- Батрам Сурі
- Ерік Етаета
- Жан-Люк Руссо
- Рейнальд Темарії
- Чарлз Вату

1 автогол
- Алекс Тобін (у грі проти Аргентини)